# Долинівка (Житомирський район)
Доли́нівка — село в Україні, у Брусилівській селищній територіальній громаді Житомирського району Житомирської області. Населення становить 439 осіб (2001).

## Географія
На північному заході від села бере початок річка Водотий.

## Історія
Перша писемна згадка датована 1590 роком, коли село належало Києво-Софійському монастирю. Назва походить від однойменної річки.[джерело?]
У 1923—60 роках — адміністративний центр Гнилецької сільської ради Корнинського, Попільнянського та Брусилівського районів.
До 28 липня 2016 року село входило до складу Соболівської сільської ради Брусилівського району Житомирської області.

## Відомі люди
- Кіріллов Даніл Олександрович (1990—2014) — солдат Збройних сил України, учасник російсько-української війни.
- Ткачук Дмитро Олегович ( 1993—2022) — солдат Збройних сил України(головний сержант) , учасник російсько-української війни.  Нагороджений орденом "За мужність" 2 ступеню посмертно.